# Ансен, Карл
Карл Ансельм Ансен (швед. Karl Anselm Ansén; 26 июля 1887, Стокгольм — 20 июля 1959, Моргонгава, Вестманланд) — шведский футболист, нападающий. Выступал за национальную сборную Швеции. Участник Олимпийских игр 1908 и 1912 годов.

## Биография
Выступал за АИК, в составе которого трижды становился чемпионом Швеции.
В 1908 году был выбран отборочной комиссией национальной сборной Швеции по футболу в состав на первый матч сборной в качестве резервного игрока, но из-за того, что Самуэль Линдквист из «Юргордена» не смог играть, принял участие во встрече. В этом матче, состоявшемся 12 июля, Швеция разгромила сборную Норвегии со счётом 11:3.
В октябре 1908 года был в составе сборной Швеции на Олимпийских играх 1908 года в Лондоне. На турнире принял участие в двух встречах: с Великобританией (1:12) и Нидерландами (0:2).
В июне 1912 года принимал участие в Олимпийских играх 1912 года в Стокгольме. На основном этапе сыграл матч с Нидерландами (3:4).
В утешительном турнире принял участие в игре с Италией (0:1).
Умер в Моргонгаве 20 июля 1959 года.

## Достижения
АИК
- Чемпион Швеции: 1911, 1914, 1916